# Черемшанка (Україна)
Черемша́нка — село в Україні, у Старовижівській селищній громаді Ковельського району Волинської області. Населення становить 100 осіб.

## Географія
Село розташоване на правому березі річки Вижівки.

## Історія
У 1906 році село Седлищенської волості Ковельського повіту Волинської губернії. Відстань від повітового міста 28 верст, від волості 3. Дворів 54, мешканців 377.

## Населення
Згідно з переписом УРСР 1989 року чисельність наявного населення села становила 113 осіб, з них 50 чоловіків та 63 жінки.
За переписом населення України 2001 року в селі мешкало 100 осіб. 100 % населення вказало своєю рідною мовою українську мову.

## Відомі люди
- Оксюк Василь Пилипович — сотник Армії УНР.